# Dunnavant (Alabama)
Dunnavant es un lugar designado por el censo ubicado en el condado de Shelby en el estado estadounidense de Alabama. En el año 2010 tenía una población de 981 habitantes.

## Geografía
Dunnavant se encuentra ubicado en las coordenadas 33°31′37.77″N 86°32′46.53″O / 33.5271583, -86.5462583.